# Marakesh
Marakesh — украино-немецкая альтернативная рок-группа, основанная в 2006 году в Киеве. В настоящее время базируется в Берлине. Песни группы вошли в саундтреки к популярной видеоигре Grand Theft Auto IV, сериалам Школа, Закрытая Школа и Бесстыжие. Marakesh считается культовой группой Украины конца 2000-х, а их EP "День Святого Валентина" был назван квинтэссенцией 2007-го.

## История
Первый альбом Androgyny был выпущен в 2006 году и имел эклектичное звучание с уклоном в электронику.
В феврале 2007 году на московском лейбле Trust Records вышел мини-альбом День Святого Валентина, включающий песню Ждать. На неё был снят дебютный клип группы, набравший более 130 тысяч официальных просмотров на YouTube С марта по сентябрь Marakesh выступали с турами по России и Украине, а также принимали участие в фестивале Море Эмоций: Весна. Осенью 2007 года группа отправилась в тур Море Эмоций: Осень, который длился месяц и охватил 20 городов России. По окончании тура группа заключила контракт с мейджор-лейблом Мегалайнер, который был расторгнут в 2008 году по инициативе группы.
В 2008 году песня Ждать вошла в саундтрек игры GTA 4, продажи которой на сегодняшний день составили более 20 миллионов экземпляров.
В конце 2008 года вышел второй студийный альбом группы М, который был записан в Москве ещё летом 2007 года, но не был выпущен из-за конфликтов с лейблом Мегалайнер.
В 2009 году группа играла туры в поддержку альбома М, включая выступления на фестивалях MTV EMA: Музанемо Берлін (Украина), Окна Открой (Россия), ICWiP (Венгрия), Kertem (Венгрия).
В 2010 году песни Marakesh «Осколки» и «Нелюбовь» вошли в саундтрек российского телесериала «Школа». Сами участники группы появились в 41 серии сериала.
Весной 2010 года группа провела свой первый тур по Европе, отыграв концерты в Прибалтике, Польше, Германии, Венгрии и Испании. В сентябре 2010 года Marakesh отыграли на разогреве у группы Placebo в Киеве. В декабре 2010 года был выпущен мини-альбом Taste Me, записанный в Будапеште и состоящий преимущественно из англоязычных песен.
Летом 2010 года группа совместно с компанией Nokia провела конкурс кавер-версий на сайте Nokiatrendslab.
Группа была номинирована на российские премии FUZZ 2008, RAMP 2007, 2008, 2009.
11 апреля 2011 года состоялась премьера телесериала «Закрытая школа», саундтреком к которому стали сразу 2 альбома группы — М (2008) и Taste Me (2010).
Весной 2012 года Marakesh переехали в Берлин, где продолжили работу над новым альбомом. В сентябре 2012, музыканты заявили о создании новой группы Four Phonica, в состав которой вошли все участники Marakesh и вокалистка их сайд-проекта Sexinspace, Дарья. В январе 2013, Four Phonica выпустили дебютный сингл Divine, доступный для скачивания на официальном сайте группы.
15 марта 2013 года Four Phonica презентовали дебютное видео на песню «Divine». Эксклюзивная премьера состоялась на немецком музыкальном портале «Nothing But Hope And Passion». Через 3 дня, видео появилось на официальном сайте и YouTube канале группы.
11 февраля 2014 года Four Phonica презентовали свой второй официальный клип на песню «Sabotage». Релиз их дебютного EP состоялся 28 февраля 2014 года.
20 августа 2015 года, Марк Гриценко выложил на YouTube канале Marakesh репетиционное видео новой песни "Cold Call" и анонсировал сольное выступление на Veganes Sommerfest в Берлине. Концерт состоявшийся 29 августа, ознаменовал возвращение Marakesh после долгого перерыва. 6 ноября, Marakesh выпустили новый сингл "Run", за которым в начале 2016-го последовала студийная версия "Cold Call".
1 ноября 2016 года на YouTube канале группы состоялась премьера клипа "Cold Call". Это первый клип группы за 5 лет. Съемки проходили в Turmwerk Studios в Берлине, бывшей резиденции проекта IAMX, где также работали продюсер Jim Abbiss, группа Noblesse Oblige и др. В декабре Marakesh анонсировали выпуск сразу трех синглов на протяжении зимы - каждый месяц по одному, а 8 декабря представили первый из них, "Hand Grenade".
В январе 2017 года Marakesh выпустили сингл "Mr. Correspondent", вместе с которым, на Patreon страничке группы, стал доступен и новый EP "199X". Официальный релиз EP для широкой публики состоялся 22 февраля. В начале февраля группа анонсировала первый за 5 лет концерт в Киеве, который состоится 11 мая 2017 года в клубе Sentrum, а также объявила о воссоединении в оригинальном составе.
13 февраля Marakesh выступили на торжественном приеме в рамках 67-го Берлинского международного кинофестиваля Берлинале.
В марте 2017 группа представила еще одну новинку - песню "Не Люби", ставшую первым русскоязычным синглом команды за 7 лет. Радио-премьера трека состоялась 9 марта на Просто Радио, а 13 марта песня была представлена на YouTube канале группы в формате lyric video, в котором к вокалисту Марку Гриценко присоединились участники оригинального состава Александр Петровский и Валерий Деревянский.
19 мая 2018 группа выпустила альбом "Новый День". В него вошло 8 русскоязычных песен в демо-варианте, написанных Марком Гриценко для Marakesh после его переезда в Берлин. По словам музыканта, это очень личные песни и в таком виде в них есть что-то особенное и настоящее, что он не хотел бы скрывать за студийными правками.
25 февраля 2019 песня группы "Try Heart" прозвучала в 13 серии 9 сезона американского сериала Бесстыжие, после чего 3 марта саундтрек был выпущен на официальном YouTube канале группы. На момент сентября 2023 песня собрала более 20 тысяч просмотров на платформе YouTube.
28 июля 2022 на платформе Apple Music выходит сингл группы "Привет/Хэллоу", а 5 августа песня была выпущена на официальном YouTube канале группы.

## Состав группы
Состав:
- Марк Гриценко – вокал, гитара, клавишные
- Александр Петровский – бас
- Валерий Деревянский – барабаны

Концертные участники:
- Christoph Hadl Hassel – гитара
- Герман Гриценко – клавишные

Бывшие участники:
- Игорь Киевец – бас
- Дмитрий Квятковский – гитара
- Валерий Попович – гитара
- Николай Емец – гитара
- Rich Millin – барабаны

## Дискография

### Студийные альбомы
- Androgyny (2006)
- М (2008)
- Новый День (2018)

### Мини-альбомы
- День Святого Валентина (2007)
- Taste Me (2010)
- 199X (2017)

### Синглы
- My Favorite Song (2011)

## Клипы
- Ждать — 2006
- Далеко здесь — 2007
- Далеко здесь (Director’s Cut) — 2007
- Не иначе — 2007
- Ты и я — 2008
- Не любовь — 2009
- Ядвига Юсьлегко — 2009
- Осколки — 2010
- Together — 2010
- My Favorite Song — 2011
- Cold Call — 2016
- Не люби (Lyric Video) — 2017
- Рок-н-ролл мёртв — 2017
- Время дождей — 2017